# Chendjer-Pyramide
Die Chendjer-Pyramide steht in Sakkara-Süd am westlichen Nilufer ca. 30 Kilometer südlich von Kairo. Sie datiert in die 13. Dynastie (um 1750 v. Chr.) und ist eine der wenigen Pyramiden dieser Epoche, die vermutlich fertiggestellt wurde. Bei einem Survey des Deutschen Archäologischen Instituts im Frühjahr 2006 wurde die Pyramide mit der Bezeichnung SAK S 5 versehen.

## Erforschung
Erstmals kartiert wurde die Pyramide von Karl Richard Lepsius, der ihr die Nummer XLIV in seiner Pyramidenliste zuwies. Anfang des 20. Jahrhunderts wurde die Pyramide von Gustave Jéquier ausgegraben und untersucht.

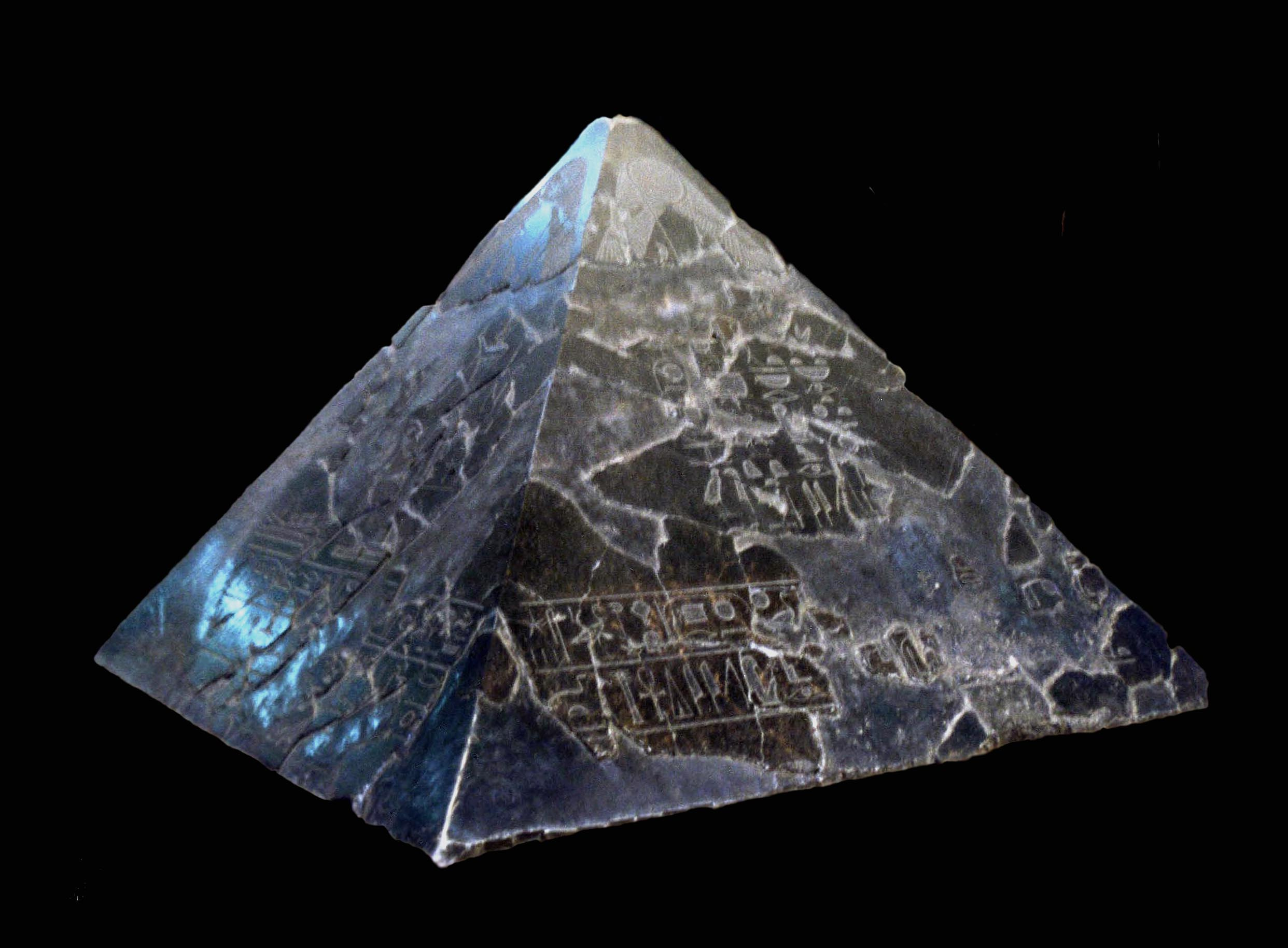
Restauriertes Pyramidion

## Details
Die aus Lehmziegeln erbaute Pyramide war ursprünglich ca. 37,75 m hoch, hatte einen Neigungswinkel von 55° und eine Basislänge von 52,5 m, was 100 Ellen entspricht. Der Bau ist heute gerade noch einen Meter hoch. Die Außenverkleidung bestand aus Kalkstein. Auf der Spitze befand sich ein Pyramidion aus schwarzem Granit, welches beschriftet und dekoriert war.

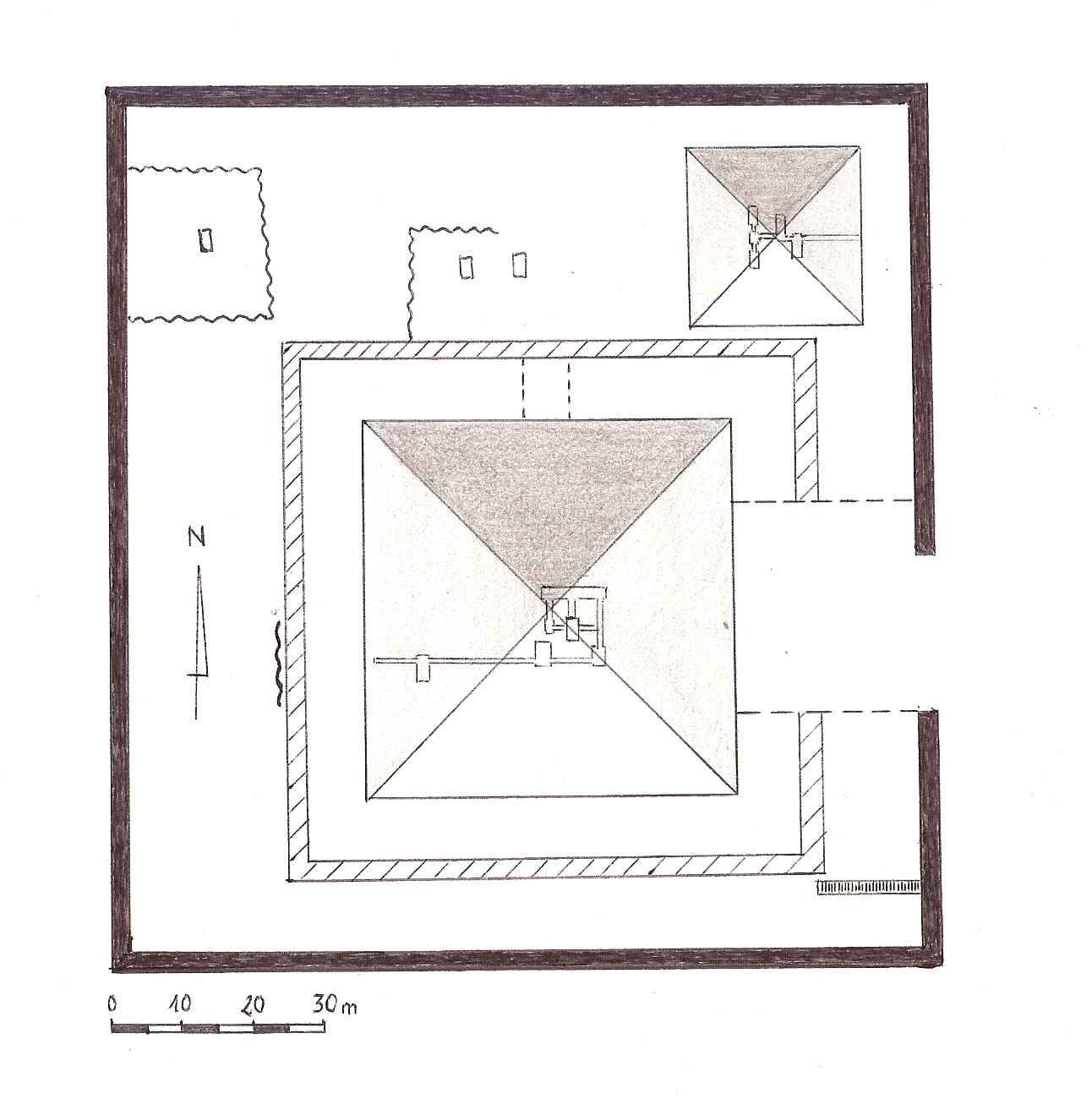
Plan des Pyramidenkomplexes

Der Eingang zu der großen Pyramide lag im Westen. Eine Treppe führte zu einer Kammer, die ursprünglich durch einen gigantischen Stein hätte versperrt werden sollen, welcher sich aber noch in Warteposition in einer Nische der Wand befand, so dass der Zugang an dieser Stelle nie verschlossen war. Nach einem längeren, mehrfach gewundenen Gang folgte eine weitere Sperre, und dahinter die Grabkammer, welche in einen monolithischen Quarzitblock eingelassen war. Zwei Blöcke bildeten die Decke, über der sich ein Giebeldach aus Kalksteinen befand, welches der Entlastung der Grabkammer von dem Druck der darüber liegenden Steinlasten diente.

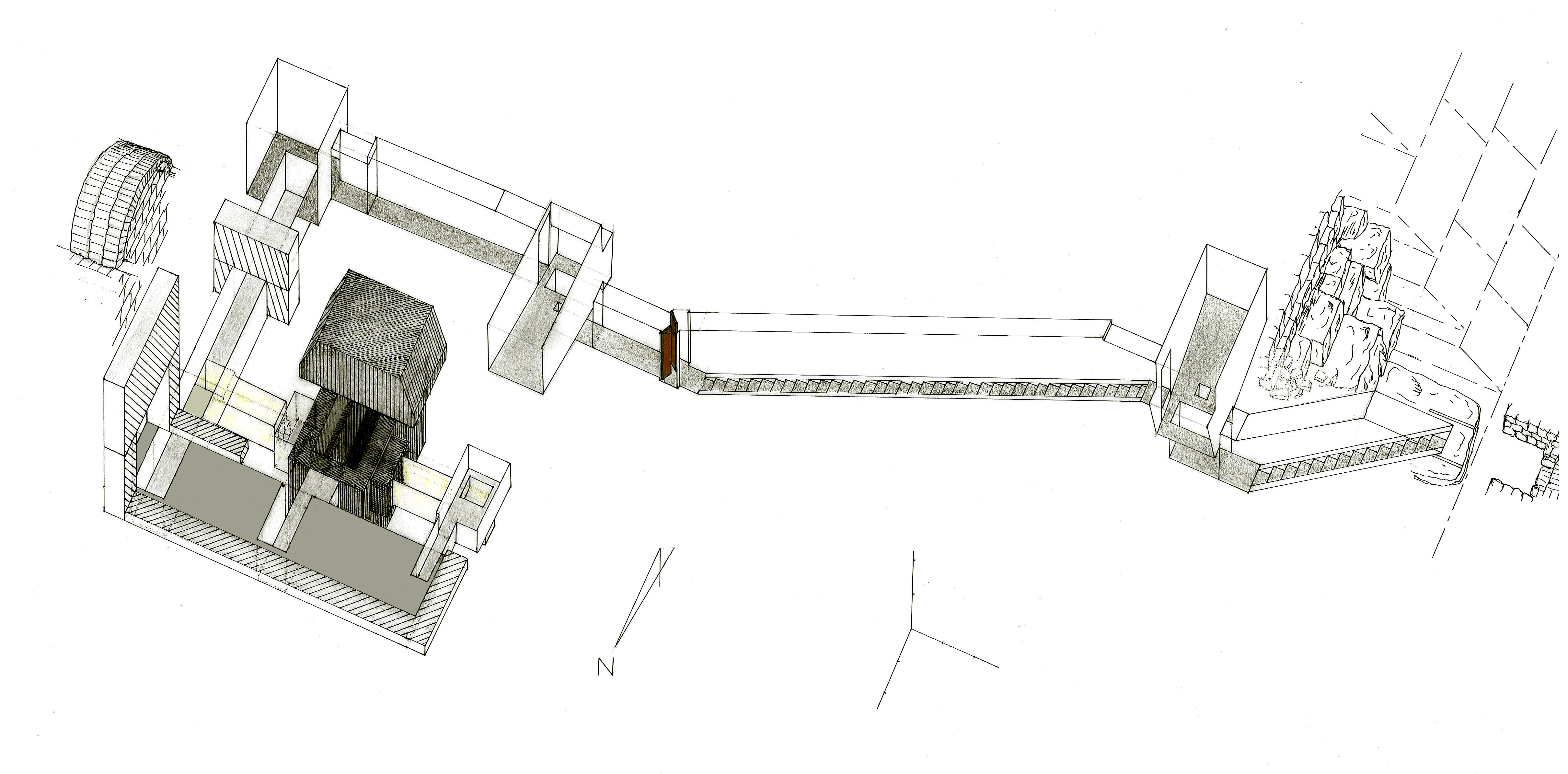
Die unterirdische Anlage der Pyramide

Nördlich der Pyramide befand sich eine zweite kleinere Pyramide in der wahrscheinlich Familienmitglieder beigesetzt werden sollten. In ihren Grabkammern fanden sich zwei Sarkophage und Kanopenkästen. Des Weiteren wurde im Pyramidenbezirk ein Kanopenfragment mit dem Namen der Königsgemahlin Seneb… (Rest des Namens nicht erhalten) gefunden. Möglicherweise kann der Name zu Seneb[henaes] ergänzt werden.
Vor der Ostseite der Pyramide befand sich ein Totentempel, wobei gefundene Relieffragmente darauf hindeuten, dass dieser eventuell auch vollendet und vollständig dekoriert wurde. Der Pyramidenkomplex war von zwei Umfassungsmauern umgeben, wobei die innere Mauer die eigentliche Pyramide, den Totentempel und die Nordkapelle umschloss, während die äußere Mauer um die gesamte Anlage, einschließlich der Nebenpyramide führte.